# Sverre Dag Mogstad
Sverre Dag Mogstad, född 5 april 1948, är professor i religionspedagogik och prorektor vid Det teologiske menighetsfakultet i Oslo.

## Forskning om frimureriet
Mogstad har bedrivit omfattande forskning om frimureriet i Norden. I sitt forskningsarbete har han haft tillgång till primärkällor i form av interna dokument från frimureriet, bland annat historiskt källmaterial, ritualböcker och instruktionsföredrag. När Mogstad 1994 publicerade sina forskningsresultat i boken Frimureri: Mysterier, fellesskap, personlighetsdannelse gav det upphov till stor uppståndelse, då boken innehöll detaljerade beskrivningar av vad som uppgavs vara invigningsritualerna till samtliga grader inom det så kallade svenska systemet, som tillämpas av frimurarordnarna i de nordiska länderna.